# سو 2: فليش أند بلود
سو 2: فليش أند بلود (بالإنجليزية: Saw II: Flesh & Blood)‏ ، هي لعبة فيديو إلكترونية من نوع رعب البقاء، صدرت في السوق سنة 2010م، وهي من تطوير ستوديو زامبي ستوديوز ومن نشر شركة كونامي اليابانية، وتعمل لنظامي بلاي ستيشن 4 وإكس بوكس 360.